# A Hunting Story
A Hunting Story è un cortometraggio muto del 1910.

## Produzione
Il film fu prodotto dalla Selig Polyscope Company.

## Distribuzione
Distribuito dalla General Film Company, il film - un cortometraggio di 85 metri - uscì nelle sale cinematografiche statunitensi il 14 luglio 1910.
Nelle proiezioni, veniva programmato con il sistema dello split reel, accorpato in un'unica bobina con un altro cortometraggio prodotto dalla Selig, il western The Sheriff.